# باتريشيا هايز
باتريشيا هايز (بالإنجليزية: Patricia Hayes)‏ (و. 1909 – 1998 م) هي ممثلة، من المملكة المتحدة، ولدت في لندن، توفيت في سري، عن عمر يناهز 89 عاماً.

## التعليم
تعلمت في الأكاديمية الملكية للفنون المسرحية، في تخصص تمثيل.

## جوائز
حصلت على جوائز منها:
- نيشان الامبراطورية البريطانية من رتبة ضابط.

## وصلات خارجية
- باتريشيا هايز على موقع IMDb (الإنجليزية)
- باتريشيا هايز على موقع ألو سيني (الفرنسية)
- باتريشيا هايز على موقع أول موفي (الإنجليزية)
- باتريشيا هايز على موقع قاعدة بيانات الأفلام السويدية (السويدية)
- باتريشيا هايز على موقع قاعدة بيانات الفيلم (الإنجليزية)
- باتريشيا هايز على موقع كينوبويسك (الروسية)